# 그대 창가에
《그대 창가에 알렉스 입니다 》와 《그대 창가에 이명희입니다》는 대한민국의 방송국 기독교방송의 라디오 채널 CBS 표준FM에서 매주 월요일 ~ 토요일 오전 9시부터 오전 11시, 일요일 오전 9시부터 10시 30분까지 방송되는 음악 전문 라디오 프로그램이다. 월요일부터 토요일까지는 2022년 1월 3일부터 3월 1일까지 임시 진행자를 거쳐 3월 2일부터 정식 진행자로 전환된 클래지콰이 멤버인 가수 알렉스가 진행하며, 일요일에는 CBS 백원경 아나운서가 진행한다.
2015년 9월 14일 CBS 표준FM의 가을 개편으로 기존에 방송되었던 손숙, 한대수의 행복의 나라로가 폐지되고 새롭게 신설된 프로그램이다. 월요일에서 토요일까지는 8090 세대 노래와 팝음악을 함께 선곡하며, 일요일에는 CCM(종교 관련 음악)과 찬송가를 위주로만 선곡한다.

## DJ
- 가수 알렉스 (남) (월~토요일)
- 이명희 아나운서 (여) (일요일)

## 역대 DJ

### 월~토요일
- 김창기 (2015년 9월 14일 ~ 2016년 11월 26일)
- 이한철 (2016년 11월 28일 ~ 2020년 3월 21일)
- 김석훈 (2020년 3월 23일 ~ 2021년 12월 18일)
- 최수종 (2021년 12월 20일 ~ 2022년 1월 1일)
- 알렉스 (2022년 1월 3일 ~ 현재)

### 일요일
- 정민아 아나운서 (2015년 9월 20일 ~ 2018년 9월 30일 / 2020년 3월 29일 ~ 2023년 1월 1일)
- 이강민 아나운서 (2018년 10월 7일 ~ 2019년 3월 3일)
- 채선아 아나운서 (2019년 3월 10일 ~ 2020년 3월 22일)
- 백원경 아나운서 (2023년 1월 8일 ~ 2023년 9월 3일)
- 이명희 아나운서 (2023년 9월 10일 ~ 현재)

## 지역 프로그램
- 월요일부터 일요일까지 매일 방송하는 지역 : 강원CBS, 강원영동CBS, 부산CBS, 경남CBS, 대구CBS, 전북CBS, 제주CBS

- 방송 안하는 지역 : 대전CBS(주일), 충북CBS(주일), 포항CBS(주일), 광주CBS(주일), 울산CBS(주일 2부), 전남CBS(주일 2부)

- 지역 자체기독교방송 오전 9시대에 시작하는 프로그램

| 프로그램                      | 방송지역                             | 방송국  | 진행자 |
| ----------------------------- | ------------------------------------ | ------- | ------ |
| 목원대학교회의 시간 (일)      | 대전광역시, 세종특별자치시, 충청남도 | 대전CBS |        |
| 태평성결의 시간 (일)          | 대전광역시, 세종특별자치시, 충청남도 | 대전CBS |        |
| 예수은혜의 시간 (일)          | 대전광역시, 세종특별자치시, 충청남도 | 대전CBS |        |
| 좋은강단 (일)                 | 충청북도                             | 충북CBS |        |
| 개혁주의 생명신학의 이해 (일) | 충청북도                             | 충북CBS |        |
| 든든한 삶 (일)                | 충청북도                             | 충북CBS |        |
| 새 에덴의 말씀 (일)           | 울산광역시                           | 울산CBS |        |
| 말씀의 향기 (일)              | 경상북도 동해안                      | 포항CBS |        |
| 쉴만한 물가로 (일)            | 경상북도 동해안                      | 포항CBS |        |
| 말씀의 숲 (일)                | 경상북도 동해안                      | 포항CBS |        |
| 서석의 소리 (일)              | 광주광역시                           | 광주CBS |        |
| 동신 강단 (일)                | 광주광역시                           | 광주CBS |        |
| 나의 5분간 (일)               | 광주광역시                           | 광주CBS |        |
| 말씀의 산책 (일)              | 광주광역시                           | 광주CBS |        |
| 복음의 행복 (일)              | 전라남도 동부                        | 전남CBS |        |

## 같이 보기
- CBS 표준FM